# ムリ・チベット族自治県
ムリ・チベット族自治県（ムリ-チベットぞく-じちけん）は中華人民共和国四川省涼山イ族自治州に位置するチベット族自治県。日本語では「ムリ」と表記されることが多いが、まれに「ミリ」とも表記される。
伝統的チベットの地理区分ではカム地方の東南部の一角を占める。

## 地理
ムリ・チベット族自治県は四川省涼山イ族自治州北西部に位置する。

## 歴史
秦代には県域は越巂郡定莋県の管轄とされた。唐代には昆明県の管轄とされたが、その後は吐蕃、南詔の版図とされた。元代になると徳平路潤塩県（昆明県より改称）の管轄とされている。明朝が成立すると建昌衛が設置され、清代には四川省寧遠府塩源県（潤塩県より改称）の管轄地とされた。
1953年2月19日、ムリ・チベット族自治県が新設され現在に至る。

## 行政区画
下部に6鎮、16郷、5民族郷を管轄する。
- 鎮：喬瓦鎮、瓦廠鎮、茶布朗鎮、雅礱江鎮、水洛鎮、列瓦鎮
- 郷：博科郷、寧朗郷、依吉郷、氂牛坪郷、李子坪郷、西秋郷、克爾郷、三桷椏郷、倮波郷、卡拉郷、後所郷、沙湾郷、麦日郷、東朗郷、唐央郷、博窩郷
- 民族郷：俄亜ナシ族郷、屋脚モンゴル族郷、項脚モンゴル族郷、白碉ミャオ族郷、固増ミャオ族郷

## 健康・医療・衛生
- 木里県人民医院